# Luca Brasi
Luca Brasi (1896-1945) es un personaje ficticio de Mario Puzo en su novela de El padrino, tanto como en la adaptación de esta en 1972.

## Biografía
Luca nació en el seno de una familia extremadamente humilde (La Familia Corleone. Ed Falco), su padre era un borracho y abusaba físicamente de su madre.
Luca recibió palizas de este hasta los doce años, a esta edad cogió un palo de madera y asesinó a su padre deliberadamente.
Meses después asesinó al hombre que se acostaba con su madre tras la muerte de su padre. Lo engañó para que lo acompañase a una azotea y lo tiró desde un décimo piso.
Luca abandonó el colegio en quinto curso y él y su madre viajaron a Nueva York, allí trabajó en los muelles y en fábricas hasta que se dedicó al crimen organizado.
Estaba emparejado con Kelly O'Rourkee una chica irlandesa que se acostó con Tom Hagen a los 18 años de este.
Luca no servía a ninguna familia, disponía de su propia banda de delincuentes formada por cinco camaradas, de los cuales su hombre de confianza era Hooks Battaglia y se dedicaban al contrabando y al robo.
Vito Corleone, sabiendo del potencial de Luca, intentó aprovecharse del odio de este hacia Maripossa (Maranzano en "El padrino") pero a corto plazo Luca no quiso trabajar para él. El asunto con Tom Hagen quedó solucionado tras un enorme soborno de Vito de 15,000 dólares.
Su novia irlandesa quedó embarazada para disgusto de él. La niña nació prematuramente a los 7 meses y Luca fue con su compadre Hooks a buscar a una conocida comadrona que ayudaba a dar a luz a niños italianos, la señora Filomena. Apenas había nacido el bebé, Luca obligó a Filomena a arrojarla a una enorme caldera de carbón en un sótano en Long Island. Después, sobornó a la mujer con 5000 dólares para que no hablase del tema. Luca se tomó una gran dosis de pastillas y se tendió en la cama con Kelly, que había muerto después del parto.
Después de varios años conviviendo juntos, irlandeses e italianos tienen enfrentamientos entre ellos, los hermanos O'Rourke, Donnie, Willie y Sean (los tres hermanos de Kelly) organizan un grupo de asalto irlandés que busca recuperar barrios perdidos de Nueva York por parte de italianos. Organizan un ataque a Luca Brasi y Willie se enfrenta a Luca y su banda, consiguiendo acertar dos tiros en hombres de Luca, este, enfadado, secuestra a Donnie con el objetivo de que traicione a su hermano Willie, pero al negarse, Luca le da una paliza y lo cuelga en el sótano del piso de los hermanos, ordena a Vinnie, uno de sus hombres, infectar un pañuelo con Gonorrea que Vinnie había contraído y deja el pañuelo en torno a los ojos de Donnie, que, debido a la infección, se queda ciego.
Tras su intento de suicidio Luca es apresado y tratado médicamente, su cerebro queda dañado por la sobredosis y ahora habla con lentitud. En la cárcel, Don Corleone lo convence para que trabaje para su familia y le concede su amistad, que será definitiva hasta su muerte. Desde entonces Luca es el guardaespaldas personal de Vito. 
En el año 1936, en plena guerra del aceite de oliva, la familia Corleone se entera de que Giussepe Mariposa ha enviado un par de asesinos a sueldo mediante Al Capone de Chicago, Luca es encargado de matarlos y enviarle un mensaje así a Al Capone.
En el libro de Mario Puzo se relata este encuentro con Luca atando a ambos hombres y amordazándoles con toallas, a uno de ellos le golpea furiosamente rompiéndole varios huesos de su cuerpo y el otro sicario se suicida tragándose la toalla sin embargo en el libro de Ed Falco Luca los ata y a uno de los chicos le corta las manos y los pies y posteriormente le atraviesa la espalda con un machete mientras que al otro sicario le lee la carta de Vito a Al Capone para hacerle creer que no le va a matar y después le corta la cabeza.
En el año 45, Luca Brasi es uno de los más antiguos y leales seguidores de Vito Corleone. En la novela de Mario Puzo, Brasi aparece como uno de los más sangrientos y peligrosos asesinos de Nueva York, amigo de la infancia de Vito Corleone, y única persona a la que este teme, sobre todo porque es un hombre que no teme a la policía, a la sociedad ni a nadie. Además en una relación con una irlandesa con la cual tuvo una hija, nada más nacer la niña la manda tirar a una caldera, y tres días después mata a la madre de su hija.
En la boda de Connie, Michael Corleone explica a su novia (Kay Adams), la historia de como su padre, ayudó a su ahijado Johnny Fontane. Michael explica que su padre hizo que su carrera de cantante prosperara . Después de unas dificultades, y rechazar una oferta de Vito de $10,000, Corleone volvió al día siguiente con Luca Brasi y en una hora el que quería dificultar la carrera de Fontane aceptó una segunda oferta de $1,000.
El talento de Brasi, se dice que él podría hacer cualquiera trabajo, solo y sin ayuda de nadie, sin testigos, lo que le hace difícil de ser señalado como culpable en el banco de los acusados. También es conocido por matar en dos semanas a 6 personas que intentaron asesinar al Don, estas seis muertes finalizaron la llamada "La guerra del aceite de oliva". 
Es asesinado por Bruno Tattaglia y Sollozzo en el club de la familia Tattaglia durante la guerra de bandas.